# Peacock Theater
Le Peacock Theater, anciennement le Microsoft Theater (2015-2023) et précédemment le Nokia Theater L.A. Live (2007-2015), est une salle de concert et de théâtre située dans le complexe L.A. Live au centre de Los Angeles en Californie. La salle, sponsorisée par la société finlandaise Nokia, peut accueillir 7 100 personnes et abrite une des plus grandes scènes intérieures des États-Unis.

## Histoire
Le théâtre a été conçu par ELS Architecture et Urban Design de Berkeley, en Californie, sur la commande de l'Anschutz Entertainment Group (AEG) en 2002. Il a ouvert ses portes le 18 octobre 2007 avec six concerts mettant en vedette les Eagles et les Dixie Chicks.
Le 7 juin 2015, le Nokia Theater a été rebaptisé en Microsoft Theater dans le cadre d'un nouvel accord de droits de dénomination avec AEG Live à la suite de l'acquisition par Microsoft de l'activité d'appareils mobiles de Nokia en 2014. Dans le cadre du nouvel accord sur les droits de dénomination, la place LA Live a également été renommée Microsoft Square (plus tard connue sous le nom de Xbox Plaza), et Microsoft a fourni des mises à niveau de la technologie du lieu. 
Le 15 juin 2023, il a été annoncé que le théâtre serait rebaptisé Peacock Theatre le 11 juillet dans le cadre d'un nouvel accord de droits de dénomination entre AEG Live et la société mère du service de streaming NBCUniversal. Dans le cadre de l'accord, la Xbox Plaza a également été rebaptisé Peacock Place. 

## Remises de prix
Depuis son ouverture en 2007, le lieu est devenu le lieu de plusieurs remises de prix de l'industrie du divertissement, notamment les Primetime Emmy Awards.

### Primetime Emmy Awards
Depuis 2008, le théâtre accueille la cérémonie annuelle des Primetime Emmy Awards après que ce spectacle ait été déplacé ici du Shrine Auditorium, sauf en 2020 et 2021 en raison de la pandémie de Covid-19, lorsqu'il s'est tenu à la Crypto.com Arena et l'Event Deck à LA Live, respectivement. Les Primetime Creative Arts Emmy Awards, qui ont lieu une semaine avant les Primetime Emmy Awards, ont également lieu dans ce lieu. Après la télédiffusion des Emmy Awards, le Governors Ball a lieu de l'autre côté de la rue, au Los Angeles Convention Center. Les Emmys continueront d'avoir lieu ici jusqu'en 2022 et peut-être 2026. 

### Pré-Grammy Awards
La première cérémonie des Grammy awards (également appelée cérémonie de « pré-télédiffusion ») a lieu ici. Environ 70 catégories Grammy sont récompensées. 

### American Music Awards
Depuis 2007, les American Music Awards annuels ont lieu ici après avoir quitté le Shrine Auditorium.

### Les Game Awards
Depuis 2015 (hors 2020), le théâtre accueille les Game Awards, présentés par Geoff Keighley. 

### BET Awards
Le lieu accueille les BET Awards depuis 2013 (hors 2020). 

### Anciennes cérémonies
- les Grammy nomination live en 2008 et 2011, un concert annonçant les nommés aux Grammy Awards
- les ESPY Awards de 2008 à 2019.
- les People's Choice Awards de 2010 à 2017.
- les MTV Video Music Awards en 2010, 2011 et 2015.
- les Radio Disney Music Awards de 2013 à 2017
- les MTV Movie Awards en 2014 et 2015.
- les iHeartRadio Music Awards en 2019.
- les Billboard Music Awards en 2021.
- les Nickelodeon Kids' Choice Awards en 2023.